# Dionicio Escalante
Dionicio Manuel Escalante Moreno (12 de mayo de 1990; Navolato, Sinaloa, México) es un futbolista mexicano que juega en la posición de defensa, su actual club es el Club Club de Fútbol Talavera de la Reina de la Primera División RFEF.

## Carrera
Escalante es un jugador formado en las categorías inferiores de los Dorados de Sinaloa y que debuta con Dorados el 1 de agosto de 2009 en un partido contra Guerreros de Hermosillo, correspondiente a la fecha 1 del torneo. Después pasó a formar parte del C. D. Guadalajara. 
Fue por primera vez titular en la jornada 3 con Chivas en la victoria 1-0 frente al San Luis FC, jugando los 90 minutos.
En 2010, firma por el Club Deportivo Guadalajara con el que disputaría la final de la Copa Libertadores.
En 2011, firmaría por CF Pachuca y al término de la temporada regresaría al Club Deportivo Guadalajara hasta 2012.
En el Draft del 2012 se anuncia que Dionicio jugara el Apertura 2012 con los Gallos Blancos del Querétaro a préstamo con opción a compra. El 5 de junio de 2013, el Querétaro compra los derechos del jugador.
Desde 2012 a 2017, formaría parte de la plantilla de Querétaro FC, con el que sería campeón de la Copa de México en 2016.
En la temporada 2017-18, se marcha a España para jugar en las filas de la AD Unión Adarve de la Segunda División B de España.
En 2018, firma por la Cultural y Deportiva Leonesa de la Segunda División B de España, bajo las órdenes de Víctor Cea Zurita, con la que disputó también la Copa del Rey.  
En enero de 2019, regresa a México para enrolarse en el Club Atlético de San Luis, donde jugaría durante dos temporadas.
En la temporada 2021-22, firma por el Club de Fútbol Talavera de la Reina de la Primera División RFEF, dirigido por Víctor Cea Zurita.

## Clubes
| Club                                | País   | Año         |
| ----------------------------------- | ------ | ----------- |
| Dorados de Sinaloa                  | México | 2009 - 2010 |
| Club Deportivo Guadalajara          | México | 2010 - 2011 |
| CF Pachuca                          | México | 2011        |
| Club Deportivo Guadalajara          | México | 2011-2012   |
| Querétaro FC                        | México | 2012 - 2017 |
| AD Unión Adarve                     | España | 2017 - 2018 |
| Cultural y Deportiva Leonesa        | España | 2018        |
| Club Atlético de San Luis           | México | 2019 - 2021 |
| Club de Fútbol Talavera de la Reina | España | 2021 - Act. |

## Palmarés

### Campeonatos nacionales
| Título  | Club      | País   | Año  |
| ------- | --------- | ------ | ---- |
| Copa MX | Querétaro | México | 2016 |